# Dispersal Draft
Ein Dispersal Draft ist ein Prozess im Profi-Sport, bei dem Spieler verpflichtet werden, deren vorheriges Team aufgelöst wurde, mit einem anderen fusionierte oder aus einigen anderen Gründen nicht mehr fortbesteht. Da die meisten Drafts in Nordamerika abgehalten werden, gibt es Dispersal Drafts somit fast ausschließlich dort. Da in den großen Sportligen lange keine Teams mehr aufgelöst wurden, sind es oft die aufkommenden Sportarten in den USA und Kanada, in denen Teams auf Grund von finanziellen Problemen aufgelöst werden müssen.

## Beispiele
- In der Canadian Football League fand im Jahr 2006 ein Dispersal Draft statt, um die Spieler der Ottawa Renegades auf die Teams der CFL zu verteilen.[1]
- 2002 in der Fußballliga MLS, nach der Auflösung der Tampa Bay Mutiny und der Miami Fusion.
- Die Frauen-Basketballliga WNBA hat mehrfach solche Drafts[2] durchgeführt. Die Cleveland Rockers z. B. wurden 2003 aufgelöst, nachdem die Besitzer des Teams erklärt hatten, dass sie das Team nicht länger finanzieren wollten. Die WNBA fand keinen Besitzer für das Team, weshalb die Spielerinnen von den anderen Teams der Liga gedraftet werden konnten.[3]
- Die National Hockey League führte in den Jahren 1978 und 1991[4] einen Dispersal Draft durch.